# Clean Feed Records
Clean Feed Records est un label discographique portugais.

## Histoire
Il est fondé vers 2001 par Pedro Costa à Lisbonne. C'est un label indépendant consacré au jazz contemporain et aux musiques improvisées. Il y a plusieurs séries : Guitar Series, JACC Series, Ljubljana Jazz Series et Shhpuma.
Depuis 2006, la maison de disques organise le Clean Feed Festival à New York avec des artistes du label. En 2010, le festival s'exporte à Chicago et d'autres villes en Europe comme Utrecht et Ljubljana. Le Ljubljana Jazz Festival en particulier, dont Pedro Costa est le co-curateur, est documenté par une série de disques : Live in Ljubljana Records. 

## Groupes et artistes
- Ray Anderson
- Tim Berne
- Carlos Bica
- Anthony Braxton
- Roy Campbell, Jr.
- Lynn Cassiers[4]
- Mark Dresser
- Paul Dunmall
- Ellery Eskelin
- Peter Evans
- Scott Fields
- Fight the Big Bull
- Charles Gayle
- Dennis González
- Alexandra Grimal
- Gerry Hemingway
- Mary Halvorson
- Alfred Harth
- Joëlle Léandre
- Urs Leimgruber
- Tony Malaby
- Rudresh Mahanthappa
- Joe Morris
- Caterina Palazzi
- Evan Parker
- William Parker
- Bernardo Sassetti
- Louis Sclavis
- Elliott Sharp
- Ken Vandermark
- Yoshihide Ōtomo